# آدامز باسین (نیویورک)
ادامز باسین، نیو یورک (به انگلیسی: Adams Basin, New York) در ایالات متحده آمریکا است که در ایالت نیویورک واقع شده‌است.

## خصوصیات
ادامز باسین ۱۵۳٫۰۱ متر بالاتر از سطح دریا واقع شده‌است.